# Moqua Well
El Moqua Well (en español: Pozo Moqua) es un pequeño lago subterráneo de aproximadamente 0,2 hectáreas, situado bajo el distrito de Yaren, de la nación insular del Océano Pacífico, Nauru. También se le conoce con los nombres de Cueva Moqua, Pozo Moque, Pozo Mekua y Pozo Makwa.

## Características
Está situado en el suroeste de Nauru, en el borde de la llanura costera que rodea la isla, muy cerca del Aeropuerto Internacional de Nauru y su terminal. El lago está ubicado en las Cuevas Moqua, una cueva de piedra caliza situada debajo del nivel freático de la meseta central de Nauru, lo que hace que el agua subterránea potable se filtre hacia la cueva y alimenten el pozo creando el lago.
Las aguas del pozo no tienen conexión con la laguna de Buada, que se encuentra en la meseta, a 700 metros al norte.

## Historia
Durante la Segunda Guerra Mundial, fue la principal fuente de agua potable para los habitantes de Nauru. Es por esta razón que el cuerpo de agua se conoce como un pozo en lugar de un lago.

### Accidentes
En 2001, ocurrió un trágico incidente en el que un hombre bajo los efectos del alcohol se ahogó en el lago. En respuesta las autoridades de Nauru decidieron instalar una valla alrededor del área para evitar futuros incidentes.

## Ubicación
El pozo se encuentra bajo el distrito de Yaren, y hoy en día, funciona como una modesta atracción turística en medio de la infraestructura turística generalmente escasa de Nauru, pero es visitado regularmente por el número limitado de turistas que visitan la nación insular. Cerca se encuentran las Cuevas Moqua, una serie de cuevas bajo Yaren.

## Toponimia
El nombre 'Moqua' (a veces llamado 'Makwa') se deriva del antiguo nombre con el que se conocía a Yaren.